# Anina Ciuciu
Anina Ciuciu (Craiova, gener de 1990) és una escriptora en llengua francesa, nascuda a Romania i d'ètnia gitana.

## Trajectòria
Va néixer el 1990 a Craiova, en un barri gitano. El seu pare treballava com a comptable i la seva mare com a auxiliar d'infermeria. Quan tenia 7 anys, el seu pare va decidir emigrar a França.
Un traficant els va abandonar als voltants de Roma en un campament amb altres vuit-cents romanís. Per a sobreviure, Ciuciu es va dedicar a pidolar amb la seva mare i les seves germanes. Després de sortir d'aquest campament, van arribar el juliol de 1997 a Bourg-en-Bresse a França. Tant ella com les seves germanes van començar a anar a escola. Després de viure un temps sense papers en la clandestinitat, els seus pares van aconseguir trobar feina i van obtenir permisos de residència.
Després acabar els estudis, Ciuciu va ser admesa al juliol de 2012 en un màster de Dret a la Sorbona de París i va rebre una beca. Frédéric Vela, un periodista de l'emissora de ràdio RTL que ja havia publicat diverses biografies exitoses, la va convèncer que escrivís sobre el testimoni del seu viatge. Va està treballant a la ràdio, en programes de televisió i en diaris a la vegada que s'anava reafirmant com a gitana i s'integrava en la societat francesa. Es va dedicar a tractar de desmuntar els prejudicis per part de l'opinió pública sobre la seva comunitat d'origen. L'estiu de 2013, quinze anys després d'establir-se a França, va aconseguir la nacionalitat francesa. Al setembre de 2013, el presentador de televisió Antoine de Caunes li va fer debatre amb Éric Ciotti en el plató del Grand Journal.
El 3 d'abril de 2014, Ciuciu va ser nomenada assessora honorària del primer ministre romanès Victor Ponta en qüestions relacionades amb els romanís.

## Obra
- Je suis tzigane et je le reste, amb Frédéric Veille - 2013, City Éditions.
- « Le neuvième chapitre », en Avava Ovava, Marseille, Al Dante/La Voix des Rroms, 2014, p. 91-119.

## Vídeos
- «Anina Ciuciu, auteure de "Je suis Tzigane et je le reste" : "Toujours ce rejet qui est instinctif..."». RTL (en francès). Consultat el 10 de desembre de 2018.
- «Anina Ciuciu : "Il faut aller vers l'autre"». franceinfo (en francès). 9 de maig de 2014. Consultat el 10 de desembre de 2018.
- Ciuciu, Anina (29 de juny de 2018). «"On a été obligés de s'humilier à mendier, c'est une humiliation extrême" Anina Ciuciu nous parle de la discrimination envers les Roms». Konbini News (en francès). Arxivat des de l'original l'11 de desembre de 2018. Consultat el 10 de desembre de 2018. "
- Ciuciu, Anina (13 de gener de 2014). «Quand la francophonie s'engage au féminin - Anina Ciuciu, rom et juriste, pour sortir de l'injustice». TV5 MONDE (en francès). Consultat el 10 de desembre de 2018.
- «Francophonie: Anina Ciuciu, à 27 ans, une candidate "pour la dignité et la fierté"». TV5 MONDE. 24 de setembre de 2017. Consultat el 10 de desembre de 2018.